# Gordon Shedden

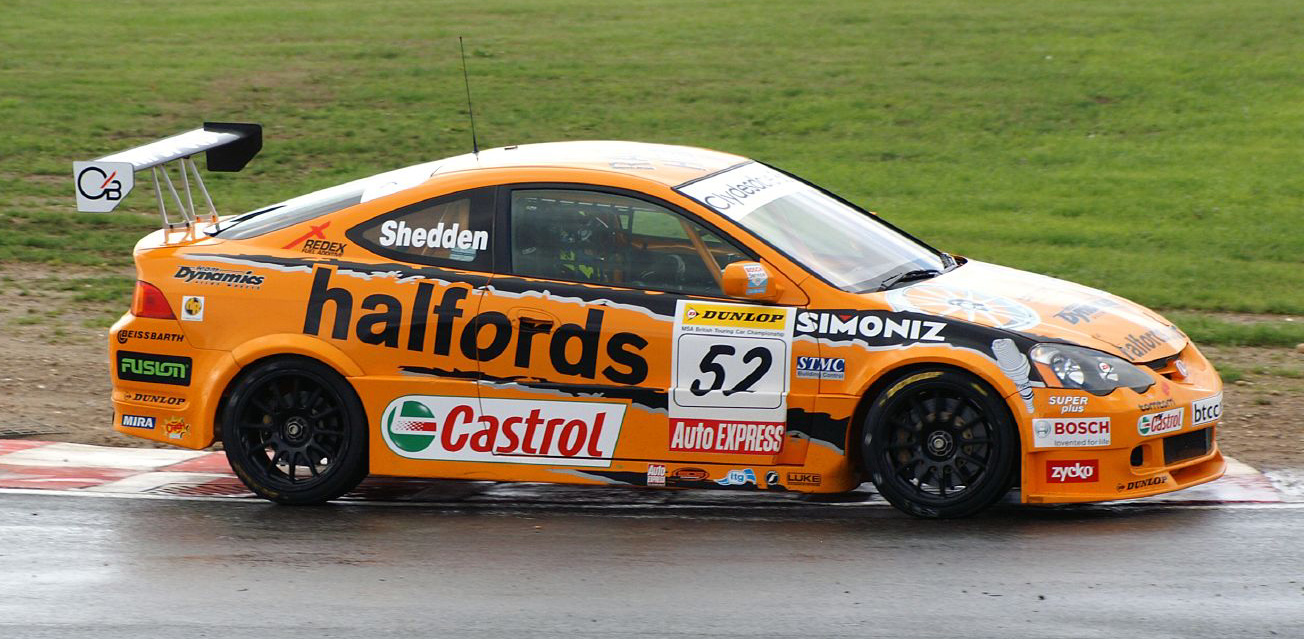
Gordon Shedden na torze Snetterton w 2006 roku

Gordon Shedden (ur. 15 lutego 1979 w Edynburgu) – brytyjski kierowca wyścigowy, obecnie kierowca zespołu Honda Racing Team w Brytyjskich Mistrzostwach Samochodów Turystycznych (BTCC).

## Początki kariery
W 1997 roku Gordon Shedden zdobył tytuł kartingowego mistrza Szkocji w kategorii 100 cm³. W latach 1999–2000 startował w serii Ford Fiesta Zetec S Championship. W pierwszym sezonie zajął dziesiąte miejsce w klasyfikacji generalnej, lecz już w następnym prezentował znacznie wyższą formę. W sesji kwalifikacyjnej podczas inauguracyjnej rundy sezonu 2000 na torze Brands Hatch zdobył pole position z przewagą siedmiu dziesiątych sekundy nad najbliższym rywalem, a w ciągu całego sezonu odniósł dziewięć zwycięstw, zdobywając tytuł mistrzowski.
W 2001 roku nie ścigał się regularnie w żadnej serii wyścigowej. W lipcu wystartował w siódmej rundzie Brytyjskich Mistrzostw Samochodów Turystycznych na szkockim torze Knockhill, gdzie za kierownicą Forda Focusa reprezentował zespół GR Motorsport w klasie produkcyjnej (BTC-P). Pomimo siedmiomiesięcznej przerwy w ściganiu, w kwalifikacjach klasy produkcyjnej wywalczył pierwszą pozycję startową, w pierwszym wyścigu zajął drugie miejsce, a w drugim zwyciężył.
W latach 2003–2004 startował w serii SEAT Cupra Championship. W pierwszym sezonie zdobył tytuł wicemistrza, przegrywając walkę o mistrzostwo z Robertem Huffem, natomiast w drugim roku startów w tej serii został sklasyfikowany na czwartej pozycji. W 2005 roku wystąpił gościnnie w dwóch wyścigach ósmej rundy brytyjskiej edycji Porsche Carrera Cup, kończąc je na trzeciej i drugiej pozycji.

## BTCC

### 2006
W sezonie 2006 rozpoczął regularne starty w serii BTCC. Został partnerem mistrza z poprzedniego roku, Matta Neala w zespole Team Dynamics od kwietnia 2004 startującego pod nazwą Team Halfords ze względu na kontrakt sponsorski z brytyjską siecią sklepów Halfords zajmującą się sprzedażą części zamiennych do samochodów. Pierwszych dwóch wyścigów inauguracyjnej rundy sezonu na Brands Hatch nie ukończył, natomiast w trzecim, po starcie z czternastej pozycji zajął czwarte miejsce. Do mety dojechał na piątej pozycji, lecz zyskał jedną lokatę w wyniku dyskwalifikacji Roba Collarda.
W kolejnej rundzie, rozegranej na irlandzkim torze Mondello Park zajął odpowiednio piąte, czwarte i szóste miejsce, lecz został zdyskwalifikowany z drugiego wyścigu za spowodowanie kolizji z Jamesem Thompsonem. 14 maja, na torze Oulton Park, podczas pierwszego wyścigu dnia zdobył swoje pierwsze zwycięstwo w BTCC. W drugim wyścigu ponownie stanął na podium, zajmując trzecie miejsce.
Czwarta runda sezonu była dla niego jeszcze bardziej udana. Podczas kwalifikacji zdobył pierwsze w karierze pole position, a w trakcie pierwszego wyścigu prowadził od startu do mety, ustanawiając przy tym czas najszybszego okrążenia, czym zapewnił sobie maksymalną liczbę punktów. Według obowiązujących w serii BTCC przepisów dodatkowe punkty przyznawane są za pole position, najszybsze okrążenie oraz za prowadzenie w wyścigu. W drugim wyścigu został wyprzedzony przez zespołowego partnera i ukończył przejazd na drugim miejscu, natomiast w ostatnim wyścigu dnia stracił szansę na zdobycie trzeciego miejsca na podium z powodu przebicia opony i konieczności zjechania do boksów celem jej wymiany, ostatecznie dojeżdżając do mety na jedenastej pozycji.
Wizyta w boksach ponownie pozbawiła go możliwości uzyskania dobrego wyniku już podczas kolejnej rundy, na torze Croft, gdzie został zmuszony do dokonania pit stopu w trakcie szóstego okrążenia, gdy zajmował czwartą lokatę w stawce. W drugim wyścigu awansował z dwunastej na czwartą pozycję, uzyskując przy tym najszybsze okrążenie. W ostatnim z trzech wyścigów, gdzie ponownie został autorem najszybszego czasu przejazdu jednego okrążenia, jechał na drugiej pozycji, lecz ostatecznie do mety dotarł na siedemnastym miejscu z powodu przebicia opony i kolejnego niespodziewanego zjazdu do alei serwisowej - był to jego najgorszy rezultat w tym sezonie. Dwa tygodnie później, na torze Donington Park zdobył drugie pole position w karierze, pokonując Colina Turkingtona w ciągu ostatnich minut sesji kwalifikacyjnej. Na pierwszym okrążeniu stracił pozycję na rzecz Turkingtona, a następnie został wyprzedzony przez Fabrizio Giovanardiego, lecz w okolicach połowy wyścigu odzyskał prowadzenie i po raz drugi w 2006 roku zdobył maksymalną liczbę punktów - żaden inny kierowca nie dokonał tego dwukrotnie w tym sezonie. W drugim wyścigu dnia zwyciężył ponownie, mając samochód obciążony maksymalnym balastem ze względu na wcześniejszą wygraną, natomiast w ostatnim wyścigu zajął najniższy stopień na podium, pomimo poślizgu pod koniec drugiego okrążenia oraz kary przejazdu przez aleję serwisową, nałożonej na niego za falstart. Dzięki dobrym rezultatom osiągniętym podczas tej rundy mistrzostw, w klasyfikacji generalnej przesunął się z piątej na trzecią lokatę, o jeden punkt wyprzedzając Jasona Plato.

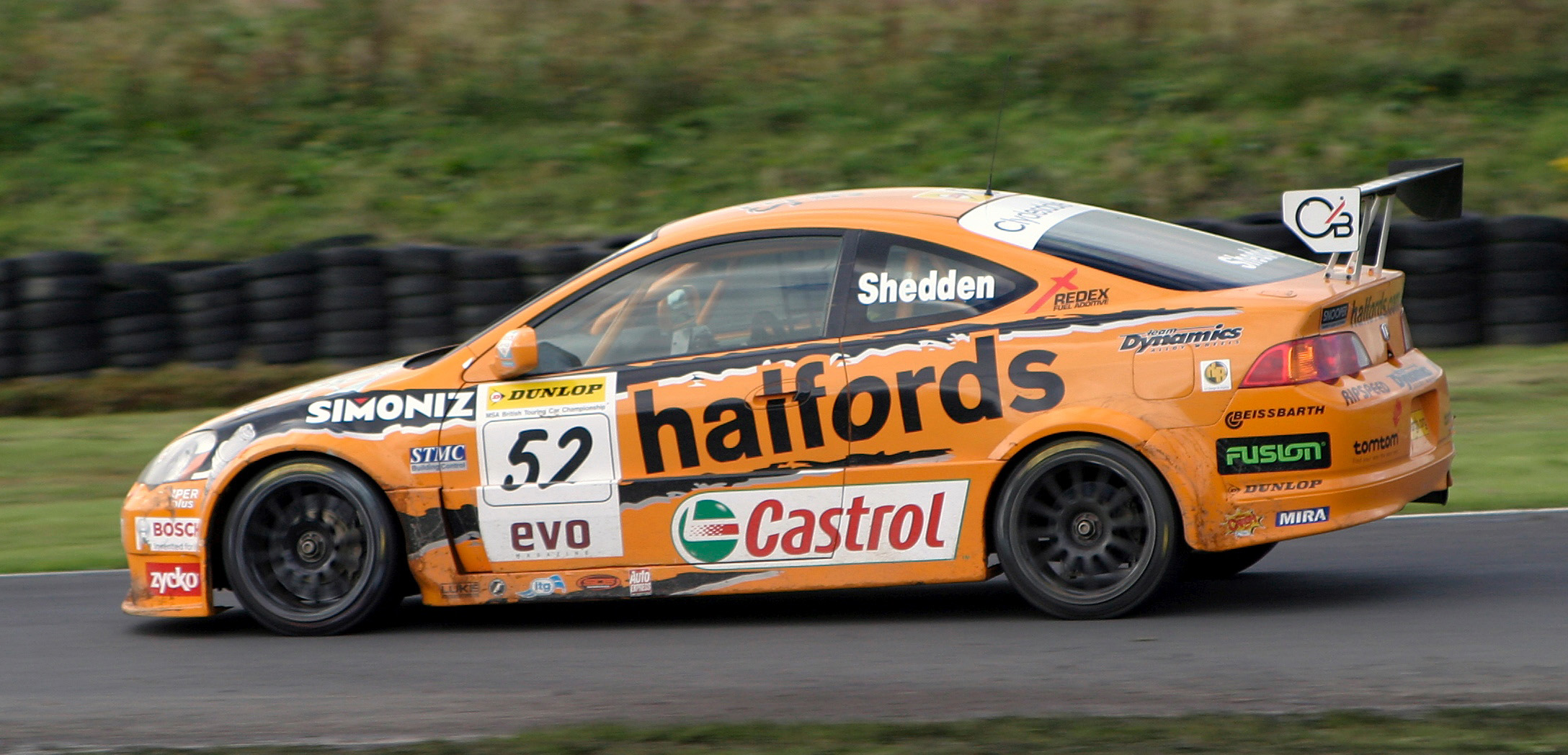
Na torze Knockhill we wrześniu 2006

Na początku września, na szkockim torze Knockhill zajął czwarte miejsce w sesji kwalifikacyjnej, po starcie pierwszego wyścigu przesunął się na trzecią pozycję, lecz podczas walki o drugą lokatę uszkodził oponę, co zmusiło go do zjazdu do boksów. W dalszej części wyścigu musiał po raz drugi dokonać pit-stopu, a ponadto dostał karę przejazdu przez aleję serwisową za wcześniejsze opuszczenie jej, gdy było to zabronione z powodu wyjazdu na tor samochodu bezpieczeństwa. Wyścig udało mu się jednak ukończyć na siódmej, punktowanej lokacie, a już po jego zakończeniu zyskał jedną pozycję w wyniku 20-sekundowej kary nałożonej na Darrena Turnera. Drugiego wyścigu nie ukończył z powodu kolizji z Gavinem Smithem na 24. okrążeniu, natomiast w trzecim, po starcie z trzynastej pozycji zajął drugie miejsce. W wyścigu tym wszyscy trzej kierowcy Team Halfords (w sierpniu do składu dołączył Gareth Howell) zajęli miejsca na podium - była to pierwsza tego typu sytuacja w historii zespołu. Przebita opona po raz kolejny pozbawiła go szansy na podium w pierwszym wyścigu przedostatniej rundy sezonu, ulegając uszkodzeniu na ostatnim okrążeniu, gdy Shedden znajdował się na trzeciej pozycji. Kierowca zdołał dojechać do mety, jednak został wyprzedzony przez czterech konkurentów. W dwóch ostatnich rundach jeszcze dwukrotnie udało mu się zająć drugie miejsce w wyścigu, a swój debiutancki sezon w BTCC ukończył na czwartej pozycji w klasyfikacji generalnej. Został ponadto rekordzistą pod względem liczby najszybszych okrążeń przejechanych w tym sezonie - zdobywał je dziewięciokrotnie.

### 2007

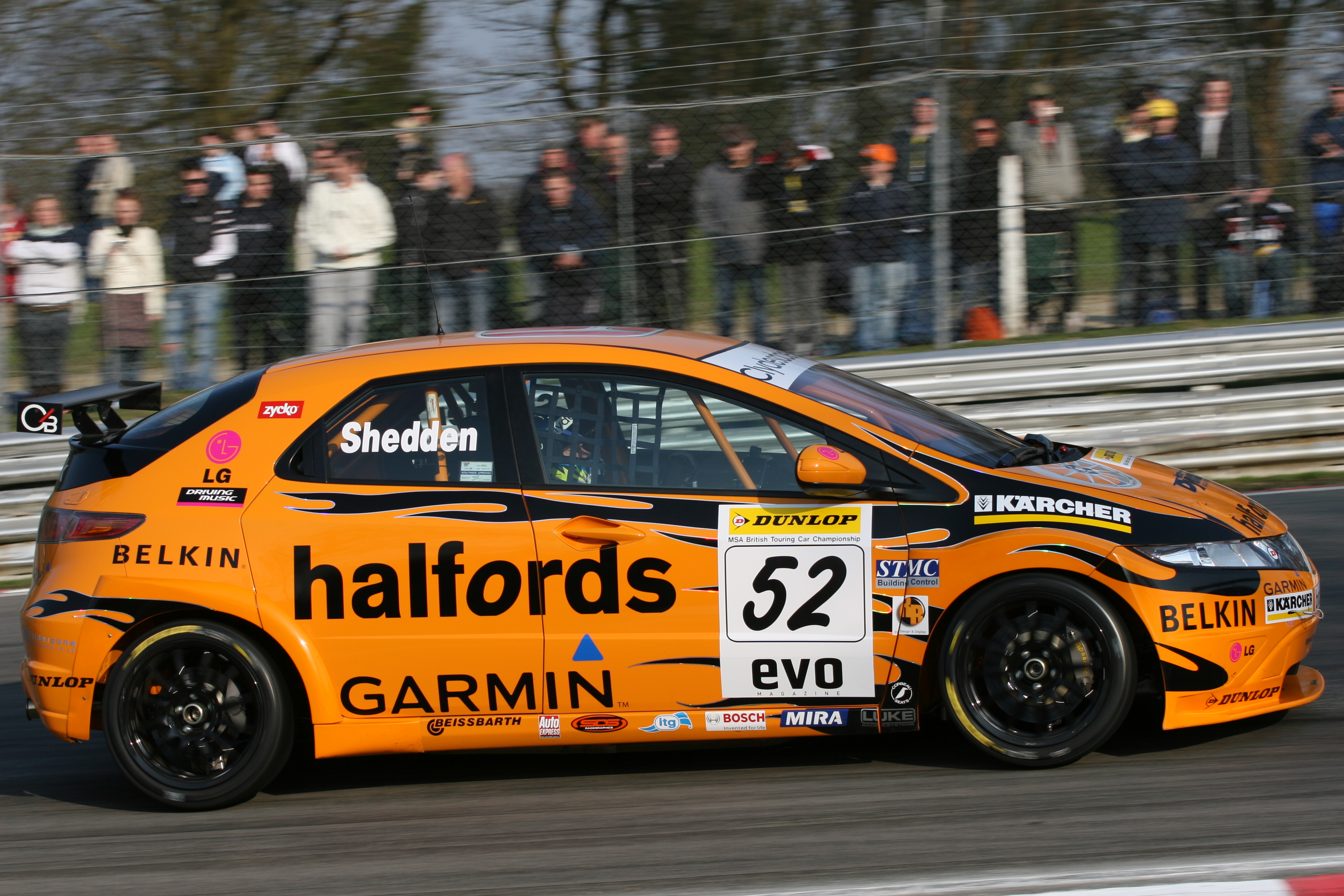
Shedden podczas inauguracyjnej rundy sezonu 2007 (Brands Hatch)

W wyniku zmian regulaminowych w BTCC, Team Halfords został zmuszony do zmiany dotychczas używanego samochodu, Hondy Integry na nowy, Hondę Civic zgodną z obowiązkową w sezonie 2007 specyfikacją Super 2000. W pierwszej sesji kwalifikacyjnej sezonu Gordon Shedden miał problemy ze wspomaganiem układu kierowniczego i zakwalifikował się na czternastej pozycji. W pierwszym wyścigu awansował na ósme miejsce, lecz kolejnego nie ukończył z powodu kolizji z Fabrizio Giovanardim. Przed ostatnim wyścigiem dnia jego samochód został naprawiony, lecz nie był w pełni sprawny, co zmusiło kierowcę do wycofania się po 18 z 27 okrążeń. Pierwsze podium (drugie miejsce) w tym sezonie zdobył w ostatnim wyścigu trzeciej rundy na torze Thruxton.
W kolejnej rundzie mistrzostw zdobył pierwsze pole position w nowym samochodzie. Po starcie wyścigu stracił pierwszą lokatę na rzecz Colina Turkingtona w tylnonapędowym BMW 320si, a na dohamowaniu przed pierwszym zakrętem wyprzedził go również startujący z czwartego miejsca zespołowy partner, Matt Neal. Pod koniec siódmego okrążenia doszło do kontaktu Neala z dublowanym Tomem Onslow-Cole, który znalazł się pomiędzy nim a Turkingtonem po wyjechaniu z boksów, co umożliwiło Sheddenowi powrót na drugą pozycję. W drugim wyścigu, po błędzie Colina Turkingtona na czwartym okrążeniu wysunął się na prowadzenie, lecz dwa okrążenia później zaczął tracić kolejne pozycje z powodu problemów z układem kierowniczym, które ostatecznie zmusiły go do wycofania się. Ostatni wyścig, do którego startował z siedemnastej pozycji, ukończył na czwartym miejscu, na końcowych kilometrach walcząc o trzecią lokatę z Matem Jacksonem.
Trzy tygodnie później był bliski zdobycia drugiego pole position z rzędu, jednak ostatecznie zakwalifikował się na drugiej pozycji ze stratą pięciu setnych sekundy do Colina Turkingtona. Na pierwszym zakręcie drugiego okrążenia objął prowadzenie, które utrzymał do mety, odnosząc pierwsze zwycięstwo w sezonie 2007. Na początku odbywającego się w mokrych warunkach drugiego wyścigu stracił cztery pozycje, a kilka zakrętów dalej zakończył swój udział po kolizji z Tomem Chiltonem. Trzeci wyścig dnia, podobnie jak w poprzedniej rundzie, ukończył na czwartym miejscu po starcie z osiemnastej pozycji.
W kolejnej rundzie zdobył drugie i zarazem ostatnie w tym sezonie pole position. Po starcie pierwszego z trzech wyścigów prowadzenie objął Mat Jackson, lecz miał problemy z utrzymaniem się na mokrej nawierzchni. Jeszcze przed zakończeniem pierwszego okrążenia Shedden powrócił na pozycję lidera, utrzymując ją do mety. W drugim wyścigu, opóźnionym z powodu intensywnych opadów deszczu, zajął drugie miejsce. Po udanym starcie prowadzenie utrzymywał przez jedenaście okrążeń, lecz na kolejnym stracił je na rzecz Jasona Plato.
Trzecie z rzędu zwycięstwo w pierwszym wyścigu dnia odniósł dwa tygodnie później na torze Snetterton. Do mety dojechał na drugiej pozycji, lecz zwycięstwo zostało mu przyznane w wyniku dyskwalifikacji Colina Turkingtona, którego samochód w trakcie obowiązkowego ważenia okazał się być o dwa kilogramy lżejszy od minimalnej dopuszczalnej wagi. W drugim wyścigu prowadzenie stracił w trakcie siódmego okrążenia, kiedy wyprzedził go Fabrizio Giovanardi. Na cztery okrążenia przed metą, podczas okresu neutralizacji (wyjazdu na tor samochodu bezpieczeństwa) w jego aucie awarii uległa skrzynia biegów, zmuszając kierowcę do wycofania się.
W dziewięciu wyścigach trzech ostatnich rund sezonu jeszcze trzykrotnie kończył wyścigi na podium, a także odniósł zwycięstwo na swoim „domowym” torze Knockhill w Szkocji. Na dwie rundy przed końcem sezonu wciąż miał teoretyczne szanse na zdobycie tytułu mistrzowskiego, jednak ostatecznie rywalizację zakończył na trzecim miejscu w klasyfikacji generalnej, co jest jego największym osiągnięciem w karierze.

### 2008

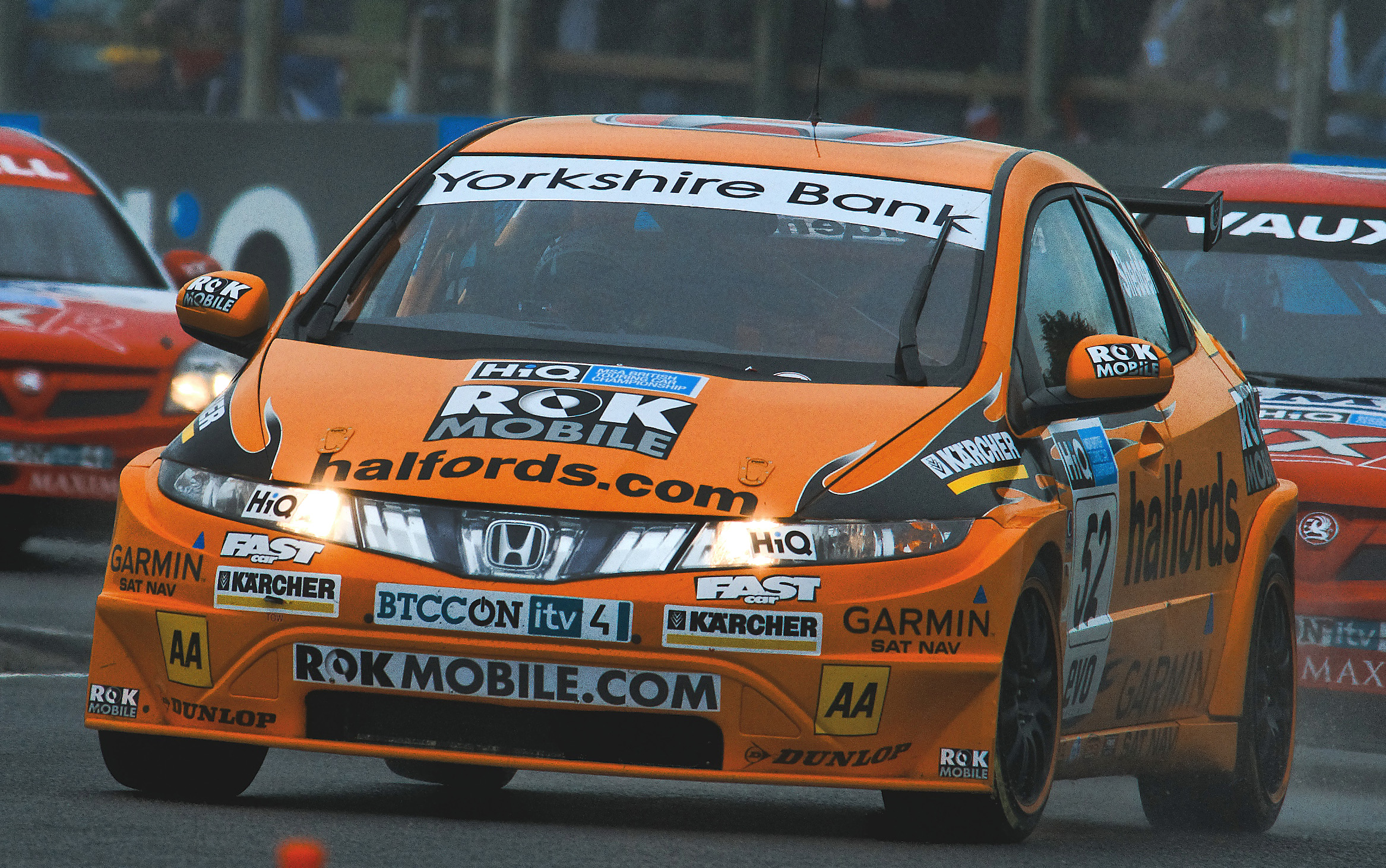
Na torze Croft (2008)

W trzecim roku startów w Team Dynamics jego nowym partnerem w zespole został Tom Chilton. Inauguracyjną rundę sezonu 2008 rozpoczął od zajęcia szóstego, a następnie drugiego miejsca w dwóch pierwszych wyścigach dnia. W trakcie pierwszego okrążenia finałowego wyścigu brał udział w kolizji, w wyniku której poważnie uszkodzony został samochód Toma Onslow-Cole. Wypadek został spowodowany przez Jasona Plato, który podczas próby wyprzedzenia obydwu kierowców uderzył w tył Hondy Sheddena. Uderzenie wytrąciło jego samochód z toru jazdy i skierowało wprost na jadącego obok Toma Onslow-Cole, przez co wpadł on z dużą siłą na otaczającą tor barierę. Shedden zdołał uniknąć uderzenia w bandę i kontynuował wyścig, lecz na ósmym okrążeniu wypadł z toru po kontakcie z Adamem Jonesem, tym razem nie unikając rozbicia samochodu.
Podczas drugiej rundy zdobył jedyne w tym sezonie pole position i zwyciężył w pierwszym wyścigu dnia. W pozostałych dwóch dojeżdżał na czwartej pozycji, dzięki czemu w klasyfikacji mistrzostw awansował z szóstej na trzecią lokatę. Na torze Thruxton, gdzie rozgrywana była czwarta runda sezonu, zajął trzecie miejsce w kwalifikacjach i zaraz po starcie pierwszego wyścigu wysunął się na prowadzenie. Na ósmym okrążeniu w jego samochodzie pękła przednia opona, zmuszając go do zjazdu do alei serwisowej. Po wymianie opon znalazł się na końcu stawki, a wyścig ukończył na czternastej pozycji. W drugim wyścigu, do którego wystartował z trzynastego miejsca za sprawą dyskwalifikacji Jasona Plato, awansował na ósmą pozycję, a po losowaniu kolejności startowej, do finałowego wyścigu ruszył z drugiego miejsca. Według obowiązujących w BTCC przepisów, sześciu do dziesięciu zawodników startuje do trzeciego wyścigu dnia w odwróconej kolejności - dokładna liczba jest losowana przed jego rozpoczęciem. Na pierwszym okrążeniu wyprzedził startującego z pole position Andrew Jordana, lecz szansę na zwycięstwo ponownie stracił na ósmym okrążeniu z powodu uszkodzenia opony.
W pierwszym wyścigu kolejnej rundy, po starcie z drugiego miejsca, objął prowadzenie na pierwszym zakręcie, lecz stracił je podczas trzeciego okrążenia na rzecz startującego z siódmej pozycji Mata Jacksona. Na tym samym okrążeniu doszło do wypadku, w wyniku którego rannych zostało dwóch członków obsługi toru, po czym wyścig został przerwany. Procedura startowa została powtórzona, a kolejność zawodników ustalono w oparciu o klasyfikację po zakończeniu drugiego okrążenia, co dla Sheddena oznaczało start z pierwszego miejsca. Po rozpoczęciu wyścigu Jackson ponownie wysunął się na prowadzenie, lecz na jednym z kolejnych zakrętów wypadł z toru, dołączając do stawki na osiemnastej pozycji. Shedden prowadził przez dalszą część okrążenia, lecz na ostatnim zakręcie sam również wypadł z trasy, tracąc przy tym dwie pozycje. Po dwóch okrążeniach wyścig ponownie przerwano ze względu na pogarszające się warunki pogodowe i dużą ilość wody zalegającej na nawierzchni toru. Do drugiego wznowienia nie doszło, a końcowy wynik stanowiła klasyfikacja po dwóch okrążeniach.
Z pierwszego pola po raz ostatni w sezonie 2008 Gordon Shedden startował w finałowym wyścigu kolejnej rundy na torze Snetterton. Wyścigu nie ukończył z powodu awarii układu kierowniczego, do której doszło podczas nieudanej próby wyprzedzenia Stevena Kane’a na piątym okrążeniu. Ostatnie w tym sezonie podium zdobył dwa tygodnie później, zwyciężając w trzecim wyścigu dnia. W trzech końcowych rundach sezonu jego najlepszym rezultatem było czwarte miejsce (dwukrotnie), a w klasyfikacji generalnej mistrzostw zajął siódmą lokatę.

## Starty w BTCC
| Sezon                                                                        | Zespół                                                                       | Samochód                                                                     | Starty             | Zwycięstwa         | Podium             | PP                 | NO                 | Punkty             | Miejsce            |
| ---------------------------------------------------------------------------- | ---------------------------------------------------------------------------- | ---------------------------------------------------------------------------- | ------------------ | ------------------ | ------------------ | ------------------ | ------------------ | ------------------ | ------------------ |
| 2001                                                                         | GR Motorsport                                                                | Ford Focus                                                                   | 2*                 | 1*                 | 2*                 | 1*                 | -                  | 30*                | 15*                |
| 2006                                                                         | Team Halfords                                                                | Honda Integra                                                                | 30                 | 4                  | 10                 | 2                  | 9                  | 204                | 4                  |
| 2007                                                                         | Team Halfords                                                                | Honda Civic Type-R                                                           | 30                 | 4                  | 10                 | 2                  | 6                  | 200                | 3                  |
| 2008                                                                         | Team Halfords                                                                | Honda Civic Type-R                                                           | 30                 | 2                  | 4                  | 1                  | 1                  | 144                | 7                  |
| 2009                                                                         | Team Dynamics                                                                | Honda Civic Type-R                                                           | 3                  | -                  | -                  | -                  | -                  | 34                 | 14                 |
| 2009                                                                         | CVR                                                                          | SEAT León                                                                    | 6                  | -                  | 1                  | -                  | -                  | 34                 | 14                 |
| 2009                                                                         | Club SEAT                                                                    | SEAT León                                                                    | 6                  | -                  | -                  | -                  | 1                  | 34                 | 14                 |
| 2010                                                                         | Honda Racing                                                                 | Honda Civic Type-R                                                           | 30                 | 5                  | 12                 | 1                  | 4                  | 218                | 3                  |
| Statystyki (2006-2010)                                                       |                                                                              |                                                                              |                    |                    |                    |                    |                    |                    |                    |
| Starty Zwycięstwa Podium Pole position (PP) Najszybsze okrążenia (NO) Punkty | Starty Zwycięstwa Podium Pole position (PP) Najszybsze okrążenia (NO) Punkty | Starty Zwycięstwa Podium Pole position (PP) Najszybsze okrążenia (NO) Punkty | 135 15 37 6 21 800 | 135 15 37 6 21 800 | 135 15 37 6 21 800 | 135 15 37 6 21 800 | 135 15 37 6 21 800 | 135 15 37 6 21 800 | 135 15 37 6 21 800 |
| * Klasa Produkcyjna (BTC-P)                                                  |                                                                              |                                                                              |                    |                    |                    |                    |                    |                    |                    |